# 山室恭子
山室 恭子（やまむろ きょうこ、1956年5月5日- ）は、日本の歴史学者。東京工業大学名誉教授。専門は日本近世史。東京都出身。

## 人物
1979年東京大学文学部国史学科卒業。同大学院人文科学国史学研究科博士課程満期退学。1995年「中世のなかに生まれた近世」で文学博士。
1982年より東京大学史料編纂所助手。1993年東京工業大学助教授、1998年教授。2022年定年退任、名誉教授。
1991年『中世のなかに生まれた近世』でサントリー学芸賞（思想・歴史部門）を受賞。

## 著書
- 『中世のなかに生まれた近世』（吉川弘文館、1991年）講談社学術文庫、2013年
- 『黄金太閤―夢を演じた天下びと』（中公新書、1992年）
- 『群雄創世紀―信玄・氏綱・元就・家康』（朝日新聞社、1995年）
- 『黄門さまと犬公方』（文春新書、1998年）
- 『歴史小説の懐』（朝日新聞社、2000年）
- 『江戸の小判ゲーム』（講談社現代新書、2013年）
- 『大江戸商い白書―数量分析が解き明かす商人の真実』（講談社選書メチエ、 2015年）